# Тягнибок, Андрей Ярославович
Андре́й Яросла́вович Тягнибо́к (укр. Андрій Ярославович Тягнибок; род. 26 февраля 1973, Львов) — украинский политик, бывший народный депутат Украины. Младший брат Олега Тягнибока.

## Образование
В 1980—1990 годах учился во Львовской специализированной школе № 8 с углубленным изучением немецкого языка. Также окончил Львовскую музыкальную школу № 4 по классу фортепиано.
С 1990 по 1995 год — учёба на историческом факультете Львовского государственного университета им. И. Франко. В 2002 году окончил Львовский государственный университет им. И. Франко по специальности правоведение.

## Трудовая деятельность
- С 1996 года — сотрудник ООО «Амида».
- С 2000 года по 2011 год — коммерческий директор ООО «Амида».
- С 2011 года — директор ООО «Комплект Групп», которое специализируется на оптовой продаже оконных профилей.

В 1989 году вступил в Организацию украинских молодежи «Спадщина», в составе которой восстанавливал могилы Сечевых Стрельцов и воинов УПА, собирал старые песни. 1990 года, только поступив во Львовский университет, принял участие в студенческой голодовке в Киеве, которая вошла в историю как Революция на граните. В 1993—1996 годах был членом общественной организации «Украинская молодежь — Христу».
С 1991 года — член Всеукраинского объединения «Свобода». Член областного комитета Львовской областной организации ВО «Свобода» с 2008 года, отвечает за партийную дисциплину и безопасность.
В 2010 году избран депутатом Львовского областного совета по округу № 47 (Сколевский район, выдвинутый ВО «Свобода»).
В июле 2012 года выдвинут единым кандидатом от объединенной оппозиции (ВО «Батькивщина» и ВО «Свобода») на парламентских выборах по избирательному округу № 125 (Самбор, Сколевский, Старосамборский, Турковский районы, часть Самборского района). Одержал победу на выборах, получив 35,61 % голосов (37 698 избирателей). В Верховной Раде возглавлял подкомитет по вопросам охраны и рационального использования недр, животного и растительного мира, охраны, рационального использования и воспроизводства водных ресурсов, формирования национальной экологической сети, природных ландшафтов и объектов природно-заповедного фонда Комитета по вопросам экологической политики, природопользования и ликвидации последствий Чернобыльской катастрофы. Также являлся заместителем члена Постоянной делегации в Парламентской ассамблее Организации черноморского экономического сотрудничества.
В апреле 2015 года в составе батальона МВД «Сечь» отправился в зону вооружённого конфликта на востоке Украины.

## Судимость
13 сентября 1988 года бегущий по школьному коридору Андрей Тягнибок, тогда девятиклассник, нанёс по крайней мере два удара по шее однокласснику Владимиру Голоду, что стало причиной смерти последнего. 6 января 1989 года Красноармейским районным судом г. Львова Тягнибок был осужден по статье 98 УК УССР «Убийство по неосторожности» на три года лишения свободы с отсрочкой выполнения наказания на два года.

## Награды
- Наградное оружие — пистолет «Glock 17» (26 июня 2014)[5].